# Carlos De Pena
Carlos De Pena, vollständiger Name Carlos María De Pena Bonino, (* 11. März 1992 in Montevideo) ist ein uruguayischer Fußballspieler.

## Karriere

### Verein
Der 1,77 Meter große Mittelfeldakteur De Pena gehörte mindestens 2011 der Nachwuchsmannschaft Nacional Montevideos an. Mit dieser trat er bei der Copa Libertadores Sub-20 jenes Jahres an und bestritt in diesem Wettbewerb vier Spiele (kein Tor). Er steht seit der Spielzeit 2012/13 im Erstligakader der „Bolsos“. In jener Saison lief er sechsmal in der Primera División auf und erzielte ein Tor. Zudem kam er in vier Begegnungen (kein Tor) der Copa Libertadores 2013 zum Einsatz. In der Saison 2013/14 folgten 24 Erstligaspiele (drei Tore) mit seiner Beteiligung. Auch stehen weitere sechs absolvierte Partien (zwei Tore) der Copa Libertadores 2014 für ihn zu Buche. In der Spielzeit 2014/15 gewann er mit Nacional den Landesmeistertitel und wurde 26-mal (neun Tore) in der höchsten uruguayischen Spielklasse sowie zweimal (kein Tor) in der Copa Libertadores 2015 eingesetzt. Nachdem er zwei weitere Erstligaspiele (zwei Tore) in der Apertura 2015 und drei Partien (kein Tor) in der Copa Sudamericana 2015 absolvierte, gab am 1. September 2015 der englische Klub FC Middlesbrough seine Verpflichtung bekannt. Bei den Engländern erhielt er einen Dreijahresvertrag. Der abgebende Verein Nacional Montevideo hatte bereits im November 2014 für 1,5 Millionen Dollar 50 Prozent der Transferrechte an die Grupo Casal veräußert und erhielt nach Presseberichten nun von dem englischen Klub mehr als zwei Millionen Dollar im Zuge des Transfergeschäfts. Für den englischen Klub lief er in der Saison 2015/16 in sechs Ligaspielen (kein Tor) auf. Zudem wurde er dreimal (kein Tor) im League Cup und einmal (kein Tor) im FA Cup eingesetzt. Sein Klub stieg als Tabellenzweiter der Football League Championship in die Premier League auf. In der folgenden Premier-League-Saison fand er in der Ersten Mannschaft keine Berücksichtigung und konnte lediglich sechs Ligaeinsätze und zwei Tore bei der U-23 des Klubs für sich verbuchen. Ende Januar 2017 lieh ihn der spanische Zweitligist Real Oviedo aus, für den er bis Saisonende in sieben Ligapartien auflief und einen Treffer erzielte. Anschließend kehrte er zu den Engländern zurück.
Nach Vertragsende stand er für ein Jahr bei Nacional in Uruguay unter Vertrag. Im Jahr 2019 wechselte De Pena ablösefrei zum ukrainischen Topklub Dynamo Kiew. Anfang des Jahres 2022 ging er per Leihe zum brasilianischen Klub Internacional Porto Alegre. Im September 2022 wurde er von dem Klub festübernommen und erhielt einen Kontrakt bis Dezember 2024.

### Erfolge
Nacional Montevideo
- Uruguayischer Meister: 2014/15

Dynamo Kiew
- Ukrainischer Fußballpokal: 2019/20, 2020/21
- Ukrainischer Fußball-Supercup: 2019, 2020
- Premjer-Liha: 2020/21